# Núi U Bò (Quảng Bình)
Núi U Bò là một ngọn núi thuộc một dãy núi cùng tên ở phía đông Vườn quốc gia Phong Nha - Kẻ Bàng, thuộc địa phận xã Phú Định, huyện Bố Trạch, tỉnh Quảng Bình, Việt Nam. Núi cách trung tâm tỉnh lỵ Đồng Hới khoảng 70 km.

## Địa lý
Nhìn từ xa núi có hình dạng cái u trên lưng con bò nên dân địa phương gọi tên là "U Bò". Núi thuộc một dãy núi cùng tên ở phía đông của di sản thiên nhiên thế giới UNESCO Phong Nha - Kẻ Bàng, là ngọn cao nhất ở đây, cao 1.009 m.. 
Núi có hệ động thực vật phong phú của rừng nguyên sinh, nhất là hàng trăm loài rắn quý hiếm.
Trong chiến tranh Đông Dương, đây là nơi tập kết, tập trung của vũ khí và quân lực đông đảo của Việt Minh để kháng thực dân Pháp. 

## Du lịch
Du khách có thể đến núi U Bò từ Đồng Hới, đi về phía tây đến dãy núi Ba Rền, dừng ở trạm kiểm lâm rồi trekking 30 phút đến trung tâm khu du lịch Phong Nha - Kẻ Bàng, sau đó theo đường Quyết Thắng (đường 20) đến ngã tư cầu Trạ Ang, rồi theo nhánh tây đường Hồ Chí Minh khoảng 40 km và dừng tại Km 51. 
Khi lên sườn núi có trạm kiểm lâm U Bò, từ đó có lối đi lên cao nữa đến chòi lửa của trạm kiểm lâm ở độ cao 920 m so với mặt nước biển. Thời khắc để ngắm cảnh lý tưởng nhất tại đây là vào lúc 14 đến 16 giờ, khi phóng tầm mắt về hướng biển sẽ có thể nhìn thấy bãi cát vàng ven biển thành phố Đồng Hới tùy điều kiện thời tiết. Vào mùa thu không gian quanh núi được mây và sương mù bao phủ đặc quánh. Đỉnh núi 1.009 m hiếm người lên.
Một hướng đi khác không qua khu du lịch Phong Nha - Kẻ Bàng là từ thành phố Đồng Hới đến ngã ba chợ Phú Quý trên đường Hồ Chí Minh rồi đi theo đường tỉnh 563 (tỉnh lộ 11 cũ) khoảng 35 km.